# Le Roman de Jim
Le Roman de Jim is een Franse dramafilm uit 2024, geschreven en geregisseerd door Arnaud en Jean-Marie Larrieu. De film is gebaseerd op het gelijknamig boek van Pierric Bailly uit 2021. De hoofdrollen worden vertolkt door Karim Leklou en Laetitia Dosch.

## Verhaal
Aymeric ontmoet tijdens een feestje zijn collega Florence die alleenstaand en zwanger is. Hij staat aan haar zijde op de dag dat haar zoontje Jim wordt geboren, en samen brengen ze een gelukkige periode met elkaar door. Op een dag staat Christophe, de biologische vader van Jim, aan de deur.

## Rolverdeling
| Acteur               | Personage          |
| -------------------- | ------------------ |
| Karim Leklou         | Aymeric            |
| Laetitia Dosch       | Florence           |
| Sara Giraudeau       | Olivia             |
| Bertrand Belin       | Christophe         |
| Noée Abita           | Aurélie            |
| Andranic Manet       | Jim (23 jaar)      |
| Eol Personne         | Jim (7 en 10 jaar) |
| Mireille Herbstmeyer | Monique            |
| Suzanne De Baecque   | Léa                |
| Sabrina Seyvecou     | Cécile             |

## Productie
In maart 2023 werd aangekondigd dat Arnaud en Jean-Marie Larrieu het boek Le Roman de Jim van Pierric Bailly zouden verfilmen en dat de opnames zouden plaatsvinden tussen juni en juli in de Jura en de regio Bourgogne-Franche-Comté. De film wordt geproduceerd door Kevin Chneiweiss voor SBS Productions, in coproductie met Arte France Cinéma.

### Filmopnames
De filmopnames gingen van start op 19 juni 2023 in Lyon en in de regio Bourgogne-Franche-Comté in de Jura. Er werd gefilmd in Coyron, op de Pyle-brug, in Lons-le-Saunier, in Saint-Claude en Bellecombe. De filmopnames eindigden op 28 juli.

## Release
Le Roman de Jim ging op 22 mei 2024 in première op het Filmfestival van Cannes.